# Communauté de communes du Conflent
 (août 2017).
Si vous disposez d'ouvrages ou d'articles de référence ou si vous connaissez des sites web de qualité traitant du thème abordé ici, merci de compléter l'article en donnant les références utiles à sa vérifiabilité et en les liant à la section « Notes et références ».
La Communauté de communes du Conflent était une communauté de communes française, située dans le département des Pyrénées-Orientales et la région Occitanie.
Créée le 1er janvier 2009, elle regroupait 30 communes.
La Communauté de Communes Canigou - Val Cady comprenant les communes de Corneilla-de-Conflent et Vernet-les-Bains a ensuite été dissoute le 1er janvier 2014 et intégrée à la Communauté de Communes du Conflent. À cette même date, la Commune de Campoussy a aussi rejoint la communauté de communes.
Le 1er janvier 2015 elle a fusionné avec la Communauté de communes Vinça Canigou pour donner naissance à la Communauté de communes Conflent Canigó. Avant sa fusion, elle était composée de 34 communes.

## Composition
Elle était composée des communes suivantes :
| Nom                      | Code Insee | Gentilé        |
| ------------------------ | ---------- | -------------- |
| Villefranche-de-Conflent | 66223      | Villefranchois |
| Vernet-les-Bains         | 66222      | Vernetois      |
| Urbanya                  | 66219      | Urbanyains     |
| Thuès-Entre-Valls        | 66209      | Thuésiens      |
| Taurinya                 | 66204      | Taurinyains    |
| Souanyas                 | 66197      | Souanyasais    |
| Serdinya                 | 66193      | Serdinyanais   |
| Sahorre                  | 66166      | Sahorrans      |
| Ria-Sirach               | 66161      | Ria-Sirachois  |
| Py                       | 66155      | Pyens          |
| Prades(siège)            | 66149      | Pradéens       |
| Oreilla                  | 66128      | Oreillanais    |
| Olette                   | 66125      | Olettois       |
| Nyer                     | 66123      | Nyérois        |
| Nohèdes                  | 66122      | Nohèdois       |
| Mosset                   | 66119      | Mossetans      |
| Molitg-les-Bains         | 66109      | Molitguois     |
| Marquixanes              | 66103      | Marquixanois   |
| Mantet                   | 66102      | Mantetaïres    |
| Los Masos                | 66104      | Masois         |
| Jujols                   | 66090      | Jujoliens      |
| Fuilla                   | 66085      | Fuillanencs    |
| Fontpédrouse             | 66080      | Fontpédrousats |
| Fillols                  | 66078      | Fillolois      |
| Eus                      | 66074      | Iliciens       |
| Escaro                   | 66068      | Escaronats     |
| Conat                    | 66054      | Conatois       |
| Codalet                  | 66052      | Codalétois     |
| Clara                    | 66051      | Claranencs     |
| Catllar                  | 66045      | Catllanais     |
| Casteil                  | 66043      | Casteillais    |
| Canaveilles              | 66036      | Canaveillois   |
| Corneilla-de-Conflent    | 66057      | Corneillanais  |
| Campôme                  | 66034      | Campômois      |

## Sources
- Site officiel de la Communauté de communes Conflent Canigó